# Massif du Canigou
Pour les articles homonymes, voir Canigou.
Le massif du Canigou (parfois orthographié selon la graphie catalane : Canigó) est un massif des Pyrénées françaises situé dans le département des Pyrénées-Orientales. Il culmine à 2 784 mètres d'altitude avec le pic du Canigou.
Le massif du Canigou est le grand massif pyrénéen le plus proche de la mer Méditerranée. Sa présence imposante en fait un symbole des Catalans. Visible de toute la Catalogne et parfois même depuis Marseille en dépit de la courbure terrestre, il est considéré jusqu'au XIXe siècle comme le point culminant des Pyrénées. Il sépare les deux régions historiques catalanes du Conflent (vallée de la Têt) et du Vallespir (vallée du Tech), ses contreforts orientaux formant la région naturelle des Aspres.
Ses flancs sont habités dès la Préhistoire. Le pastoralisme, l'exploitation de mines (en particulier de fer, maintenant abandonnées) et le thermalisme sont des activités millénaires des populations du massif du Canigou.

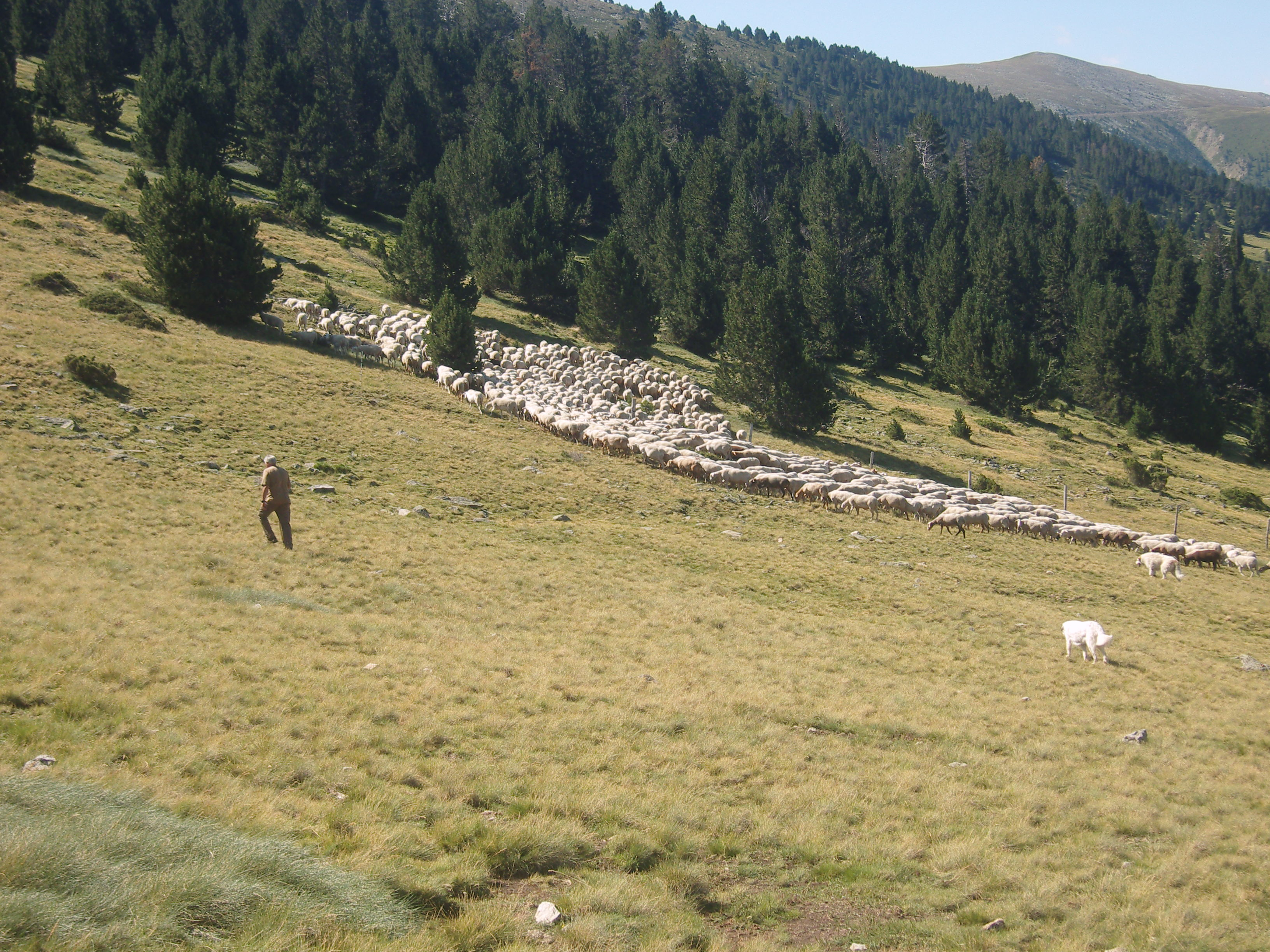
Pastoralisme : moutons conduits vers des pâturages encore plus hauts (collada de la Roqueta, entre Mariallies et le pla Guillem).

La grande variété de ses paysages, son accès relativement aisé, ses lieux culturels et son climat doux en font une région touristique prisée des randonneurs à pied ou à vélo. De nombreux sentiers sont aménagés.
Depuis juillet 2012, le site détient le label officiel Grand Site de France.

## Toponymie

### Formes du nom
La première forme connue du nom apparaît en 949 avec Montis Canigonis. On trouve ensuite, également au Xe siècle, Monte Canigone, Chanigono et Canigonis, puis au XIe siècle Monte Kanigonis et Kanigoni. La forme moderne encore utilisée en catalan de nos jours apparaît en 1300 : Canigó. La prononciation française retranscrite sous la forme Canigou est issue du catalan roussillonnais dont une caractéristique est la prononciation du o fermé tonique (ó) comme un ou (ú), soit en catalan normalisé Canigú au lieu de Canigó.
Le 13 juillet 2012, le ministère de l'Écologie, du Développement durable et de l'Énergie labellise le site en tant que « Grand Site de France » sous le nom de massif du Canigó, arguant de son caractère de « montagne sacrée du pays catalan » pour adopter la graphie catalane.

### Étymologie
Sans forme connue du nom avant le Xe siècle, on ne peut faire que des suppositions sur son origine. Néanmoins, l'une d'elles semble plus probable. Le nom Canigou est sans doute un composé tautologique basé sur la racine pré-indo-européenne kar ou kan répétée pour obtenir kankan. Kan prendrait pour le premier élément le sens de sommet rocheux et pour le deuxième à travers une forme plus tardive et apparentée au grec konos le sens de sommet en coin. Une évolution vers kani-kone aurait abouti à Canigó par affaiblissement du c intervocalique et enfin la chute du n en fin de nom ayant pour effet de produire un o accentué.
Parmi les autres explications se trouvent diverses origines linguistiques. Quoique pas toujours impossibles, elles semblent toutefois peu probables, notamment par le simple fait qu'une montagne aussi imposante que le Canigou a sûrement été nommée bien avant l'arrivée des Romains. Une origine latine du nom pourrait donner lieu à plusieurs explications. Cani (« chien ») suivi de jugum aurait désigné un sommet en forme de croc de chien. Canum (« blanc ») suivi de jugum (« sommet ») aurait le sens de sommet enneigé. Malheureusement en catalan, jugum se transforme généralement en jou et non en gou. On aurait aussi pu avoir canum suivi de conus (« cône ») pour désigner un sommet conique enneigé. Cependant, il est très improbable que le u atone de canum se soit transformé en i. Il n'est pas rare que des sommets prennent des noms de personnes, tel le pic de Bugarach. On a pu donc y voir un nom de personne germanique, Canico, par rapprochement avec celui avéré au Moyen Âge de Enneco. Canico proviendrait du nom de personne Cani et signifiant utile, suivi du suffixe diminutif -k. On aurait alors eu un domaine de Canico dans les environs de Casteil où, justement, fut construit l'abbaye Saint-Martin du Canigou. Un passage de Canico vers Canicone aurait enfin donné Canigó, à l'instar d'exemples avérés tel que Ascahrone ayant donné Escaró non loin de là en Conflent.

## Géographie

### Situation
Le massif du Canigou est situé dans la partie orientale des Pyrénées, dans le département des Pyrénées-Orientales, à l'extrême sud de la France. Il est le massif des Pyrénées le plus proche de la mer Méditerranée, ce qui lui donne une position dominante, visible depuis la plus grande partie de la Catalogne historique (généralité de Catalogne en Espagne et département français des Pyrénées-Orientales) et depuis la mer.
Le massif du Canigou est délimité à l'ouest par le pla Guillem et la vallée du Cady, au nord par la vallée de la Têt, à l'est par la plaine du Roussillon et au sud par la vallée du Tech. La vallée de la Têt se nomme Conflent, celle du Tech Vallespir. Les contreforts orientaux du massif forment les Aspres.
Dans les années 1930, la route du Conflent vers le Canigou est décrite par le guide Michelin comme étant la « plus pittoresque de toutes les Pyrénées ».

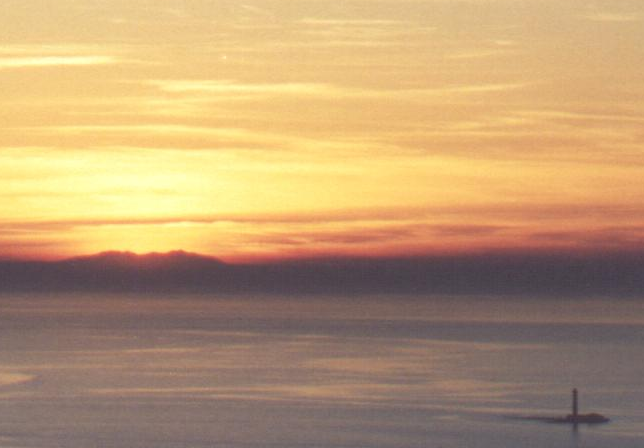
Le Canigou vu depuis Marseille.

Avec de bonnes conditions atmosphériques, il peut être aperçu deux fois par an au coucher du soleil depuis Marseille à 250 km de là, ainsi que de nombreux autres points hauts de Provence situés pour certains jusqu'à presque 300 km, les plus hauts permettant même une visibilité plus régulière en journée (hauteurs de Marseille, de Cassis et d'Allauch, mont Ventoux, montagne Sainte-Victoire, massif de la Sainte-Baume ou Monts toulonnais, entre autres), début février et fin octobre, par réfraction de la lumière,. Le baron Franz Xaver von Zach observe le phénomène depuis la basilique Notre-Dame-de-la-Garde en 1808 et distingue nettement le pic du Canigou et le puig dels Tres Vents (ca),. Il est également visible par temps clair depuis l'ensemble du littoral languedocien, au-delà d'Agde, jusqu'à Port-Camargue, ainsi que depuis la montagne Noire. Inversement, sa situation géographique offre une vue sur la plaine du Roussillon, le Conflent mais aussi, du côté espagnol, l'Empordà voire, par temps clair, Barcelone en direction du sud, et le Massif central ainsi que les Alpes avec le mont Ventoux, voire le massif des Écrins également par réfraction de la lumière au lever de soleil, en regardant vers le nord-est, ce qui constitue un record du monde de distance d'observation en ligne droite avec environ 440 kilomètres[réf. à confirmer].

### Topographie
Si, avec une altitude de 2 783,66 m, le Canigou n'est pas le plus haut sommet des Pyrénées (Vignemale : 3 298 m, Aneto : 3 404 m), il est certainement celui qui impose la plus grande dénivellation directe entre la plaine (Vinça : 250 m) et le pic principal, soit plus de 2 500 m sur une distance d'une dizaine de kilomètres à vol d'oiseau.
Le massif du Canigou est la montagne de France qui présente les meilleurs exemples d'étagement des zones de végétation : au pied, les agaves et les orangers ; au sommet, les plantes alpines (le sommet, non calcaire, n'a pas d'edelweiss).
Sommets principaux identifiables de la plaine du Roussillon, de l'ouest vers l'est :
- le pic du Canigou (2 784 m) ;
- le pic Barbet (2 712 m) ;
- le puig Sec (2 665 m) ;
- le roc Nègre (2 714 m) ;
- le puig dels Tres Vents (2 731 m).

Sommets secondaires :
- Quazemi de Dalt (2 721 m) ;
- le pic Gallinasse (2 461 m) ;
- le pic Quazemi (2 422 m) ;
- le pic Joffre (2 362 m).

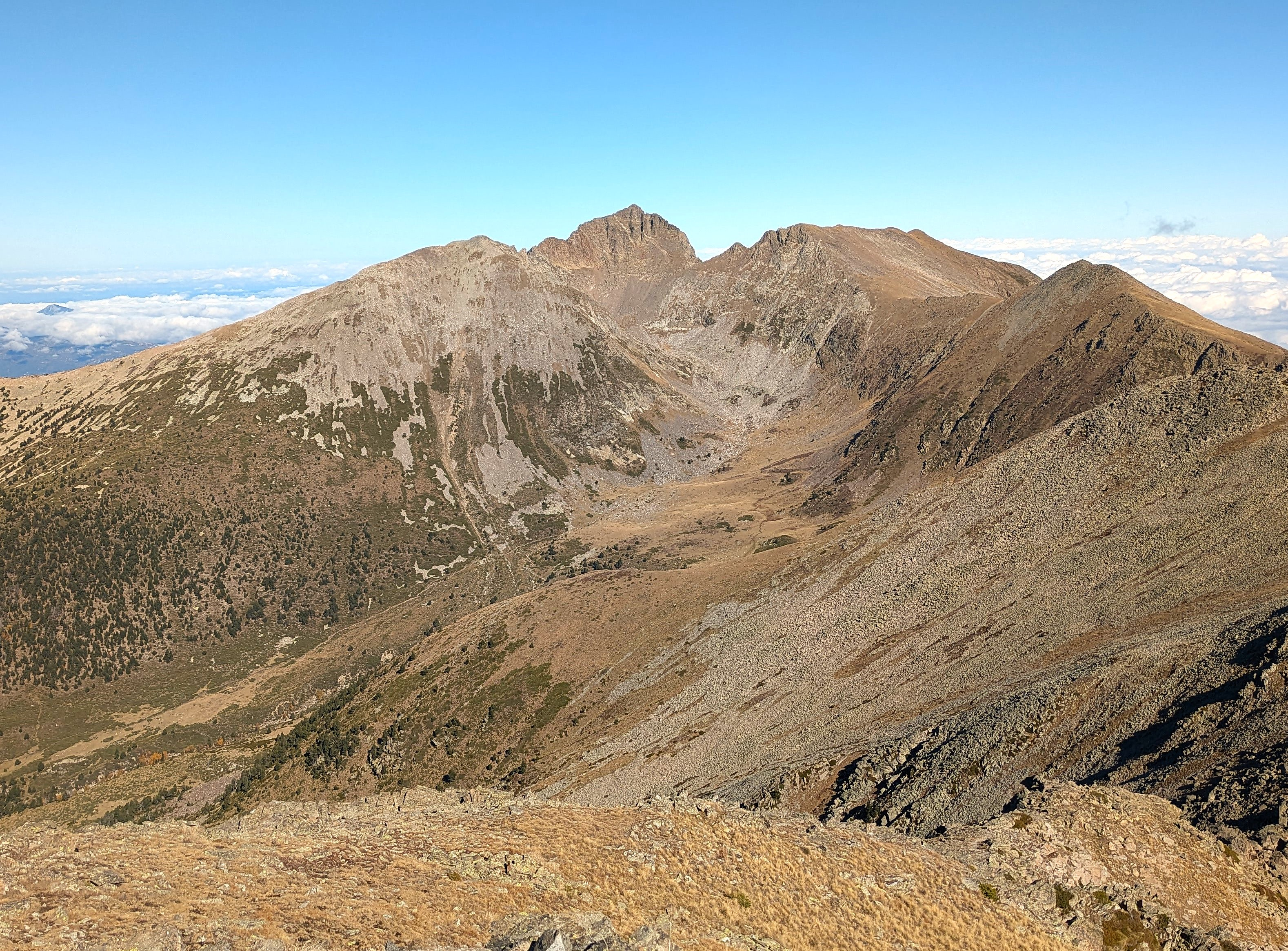
Pic du Canigou (au centre). À gauche : Quazemi de Dalt. À droite : Crête du Barbet et Puig Sec.
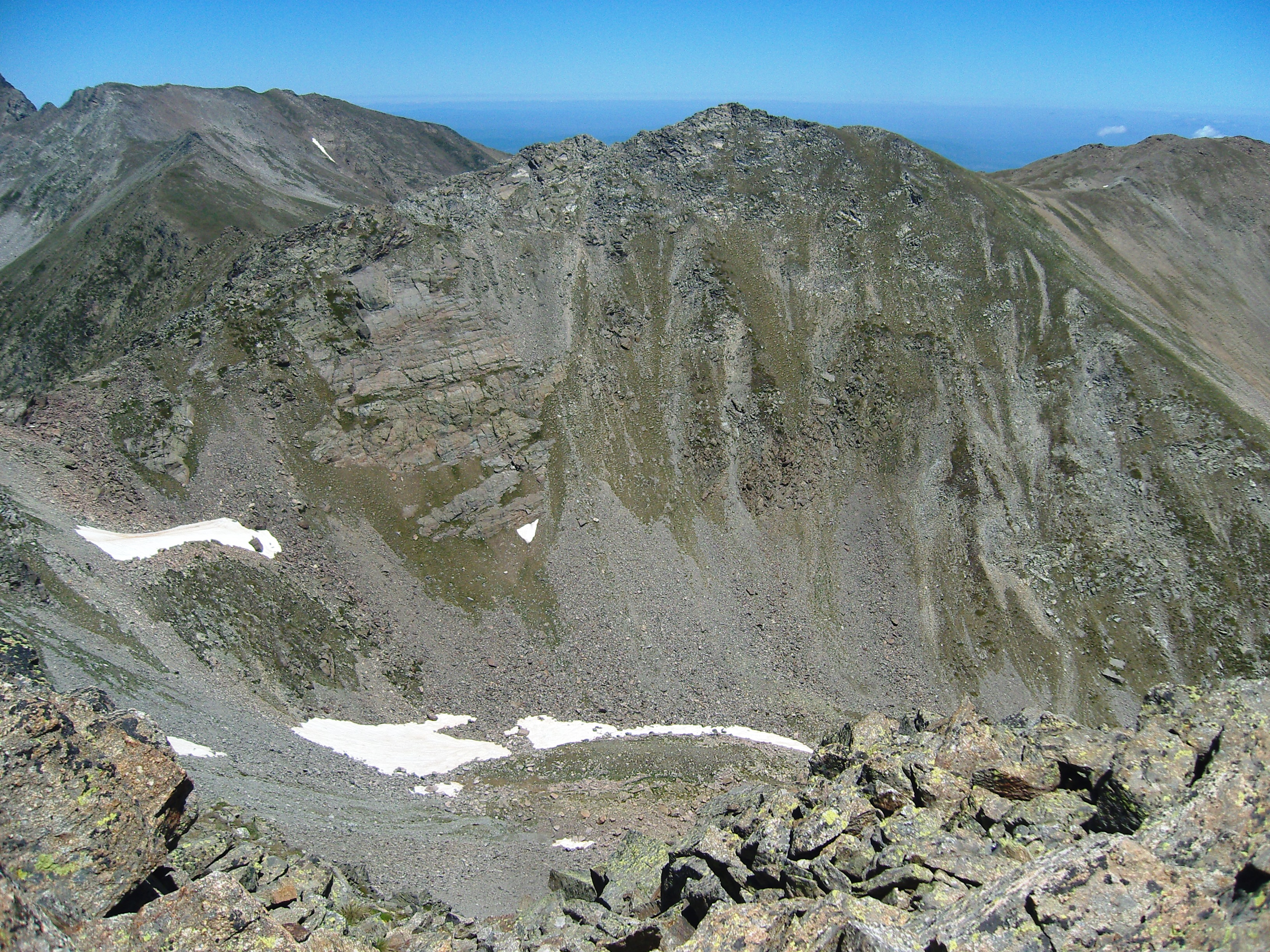
Roc Nègre (Puig del Roc Negre), face sud.
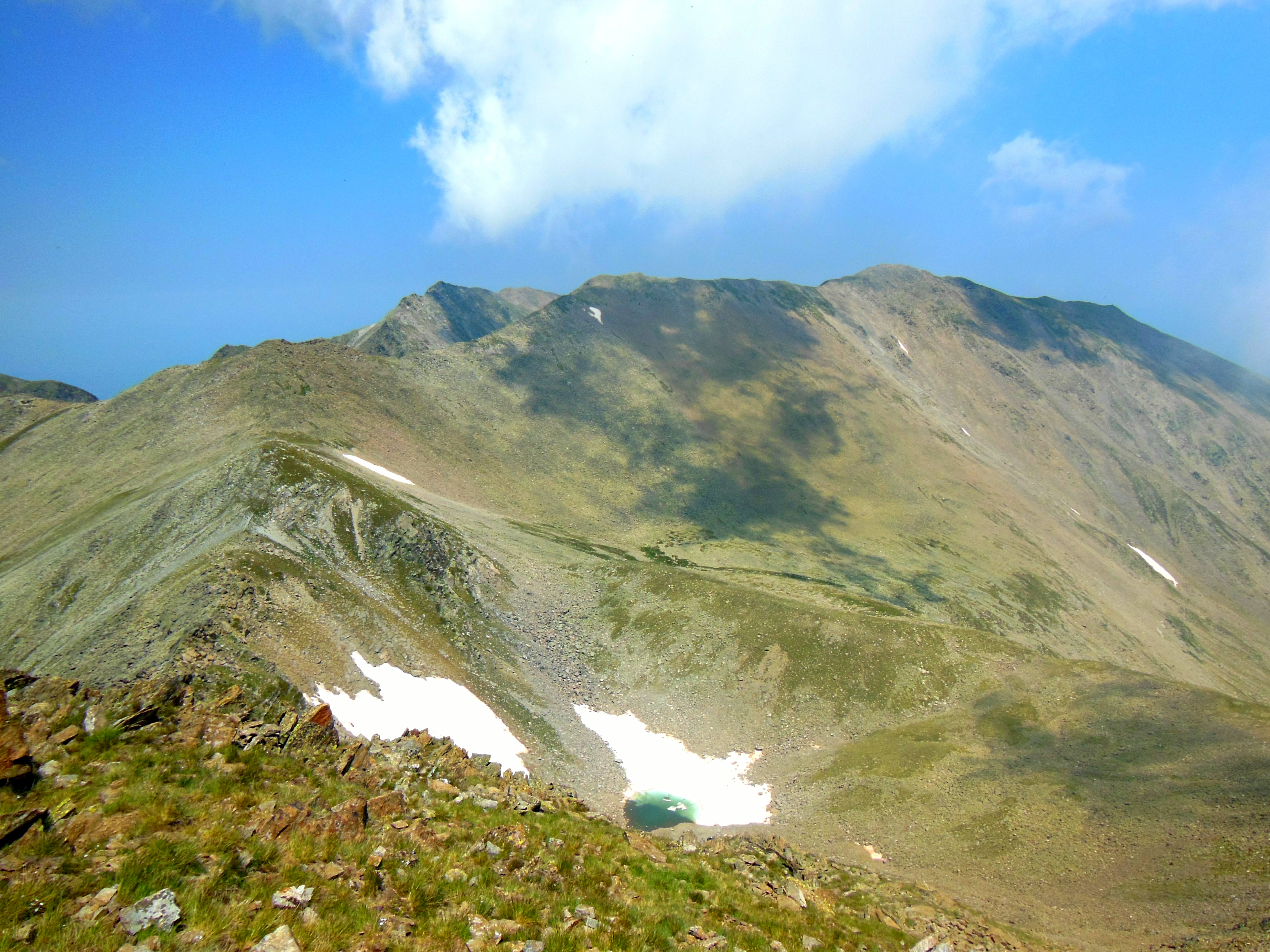
Puig dels Tres Vents.
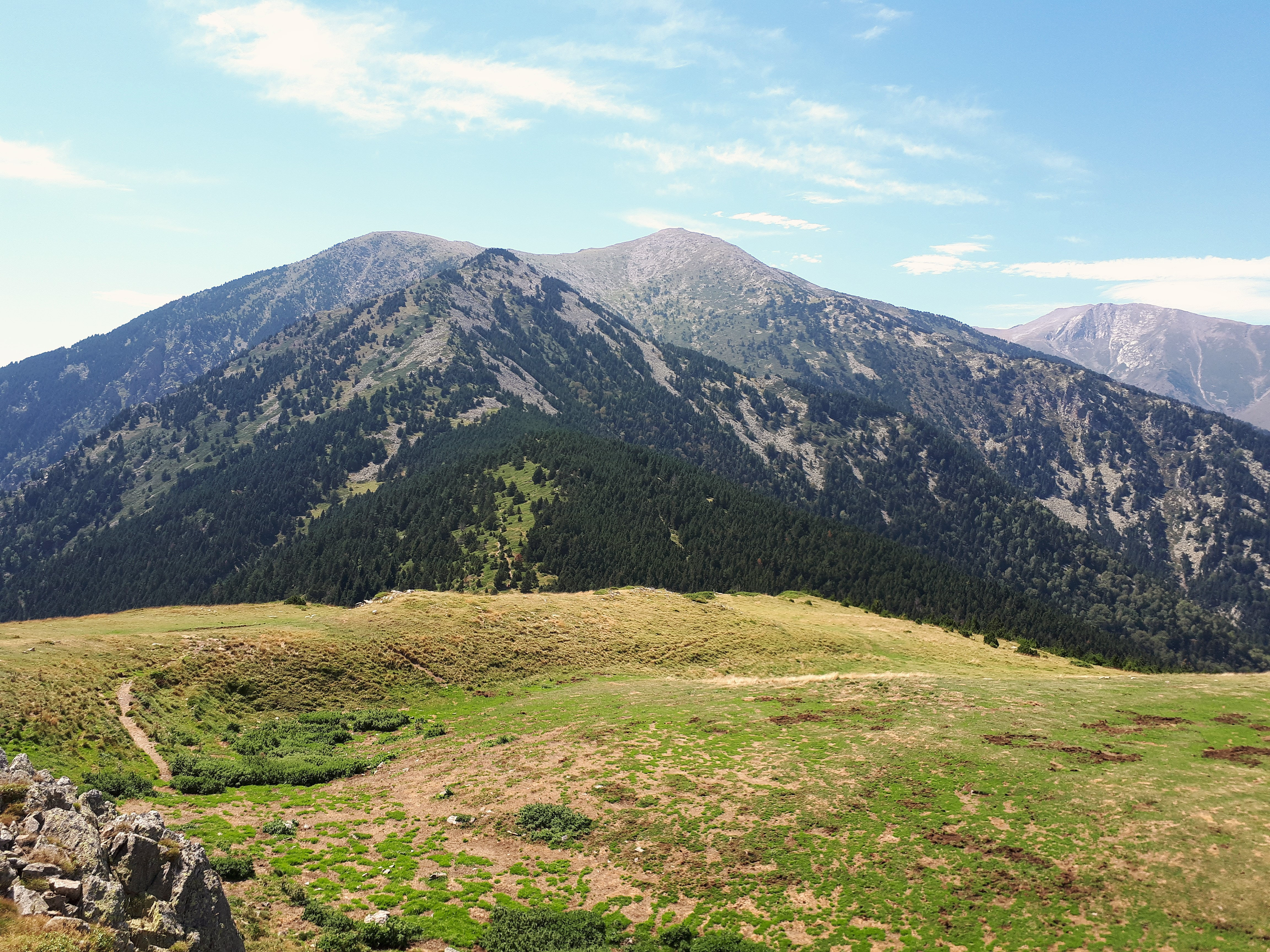
Pic Gallinasse (au centre).

### Climat
Le climat est typiquement méditerranéen en plaine mais se dégrade rapidement avec l'altitude, pour devenir alpin près des sommets. L'ensoleillement est important en plaine, notamment dans le Conflent, le Vallespir étant plus humide. Les précipitations augmentent avec l'altitude pour atteindre leur maximum entre 1 600 et 2 200 m.
La relative sécheresse du climat ne doit pas masquer l'intensité des précipitations en automne, quoique exceptionnelles comme les inondations catastrophiques d'octobre 1940.

### Géologie

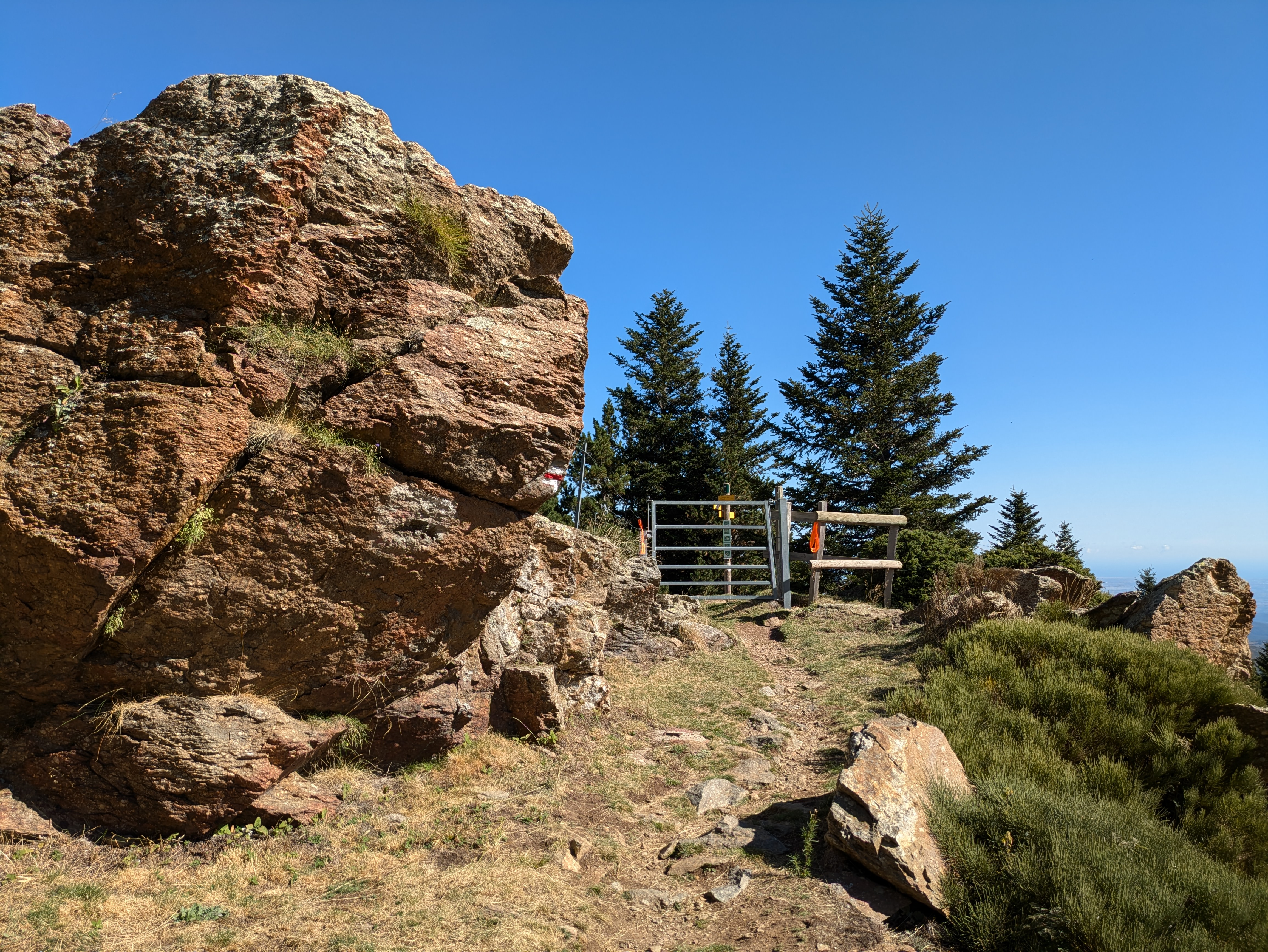
Affleurement d'orthogneiss œillé, Ras de Prat Cabrera. Cette formation - un métagranite d'âge ordovicien (c. 470 Ma) - est l'une des formations les plus répandues dans le massif,.

## Lieux et monuments
- L'abbaye Saint-Martin du Canigou est l'une des premières abbayes romanes, bâtie au XIe siècle sur le flanc septentrional du Canigou et réhabilitée à partir de 1902. Perchée sur un promontoire rocheux, à 1 100 mètres d'altitude, elle domine d'impressionnantes gorges.
- L'abbaye Saint-Michel de Cuxa, en partie préromane (Xe siècle), au pied du Canigou, à proximité de Prades au nord du massif.
- Le prieuré de Serrabona, du début du XIe siècle, sur les contreforts orientaux du massif, en direction d'Ille-sur-Têt.

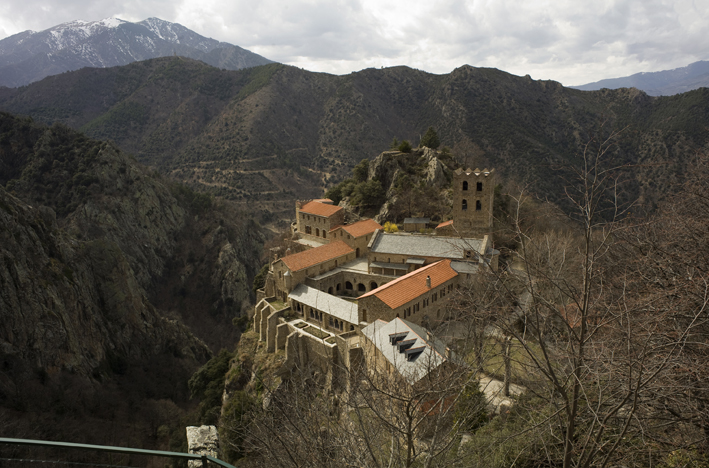
L'abbaye Saint-Martin du Canigou, à 1 100 m d'altitude, entourée de gorges.
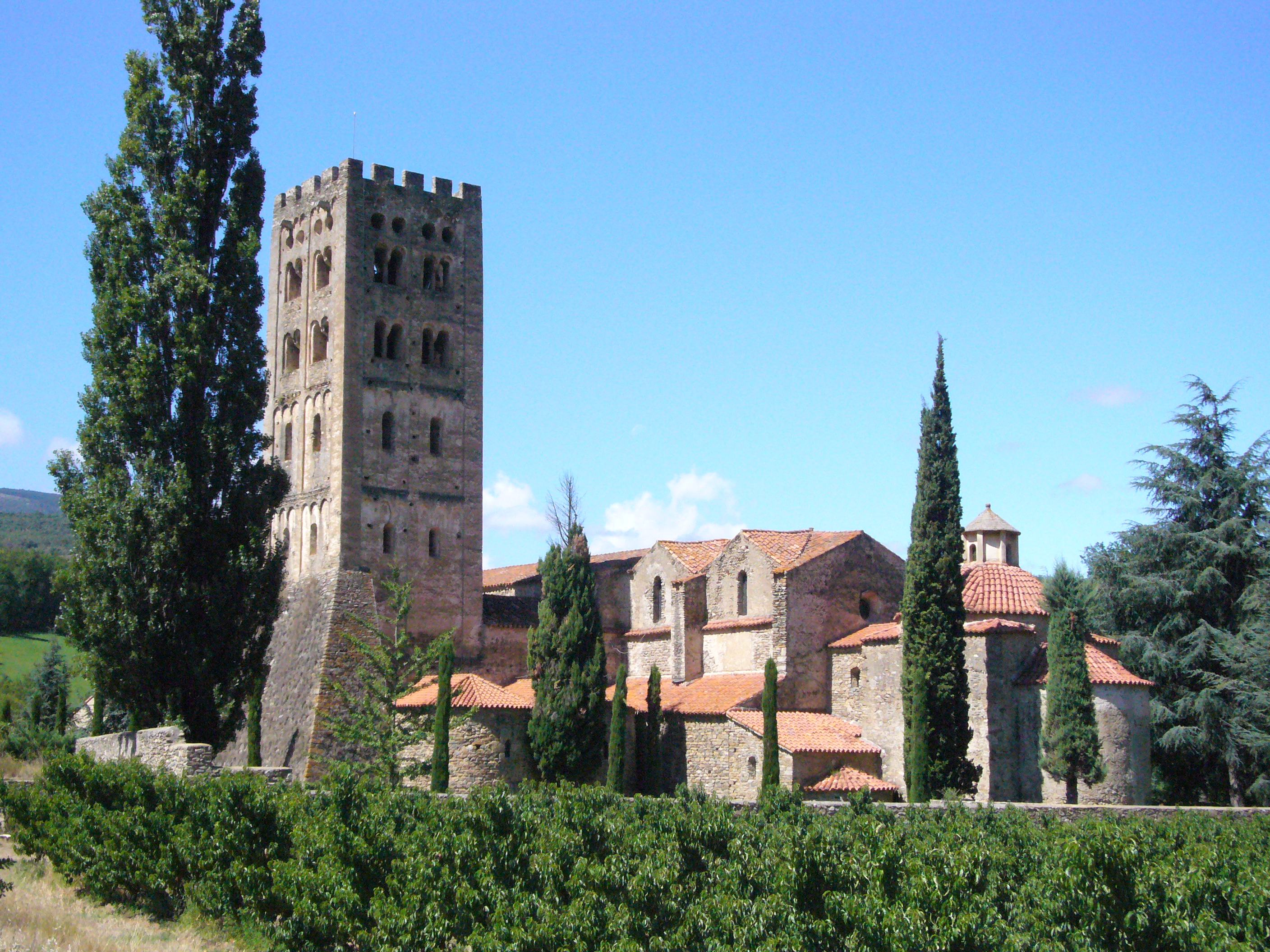
L'abbaye Saint-Michel de Cuxa, au sud de Prades.
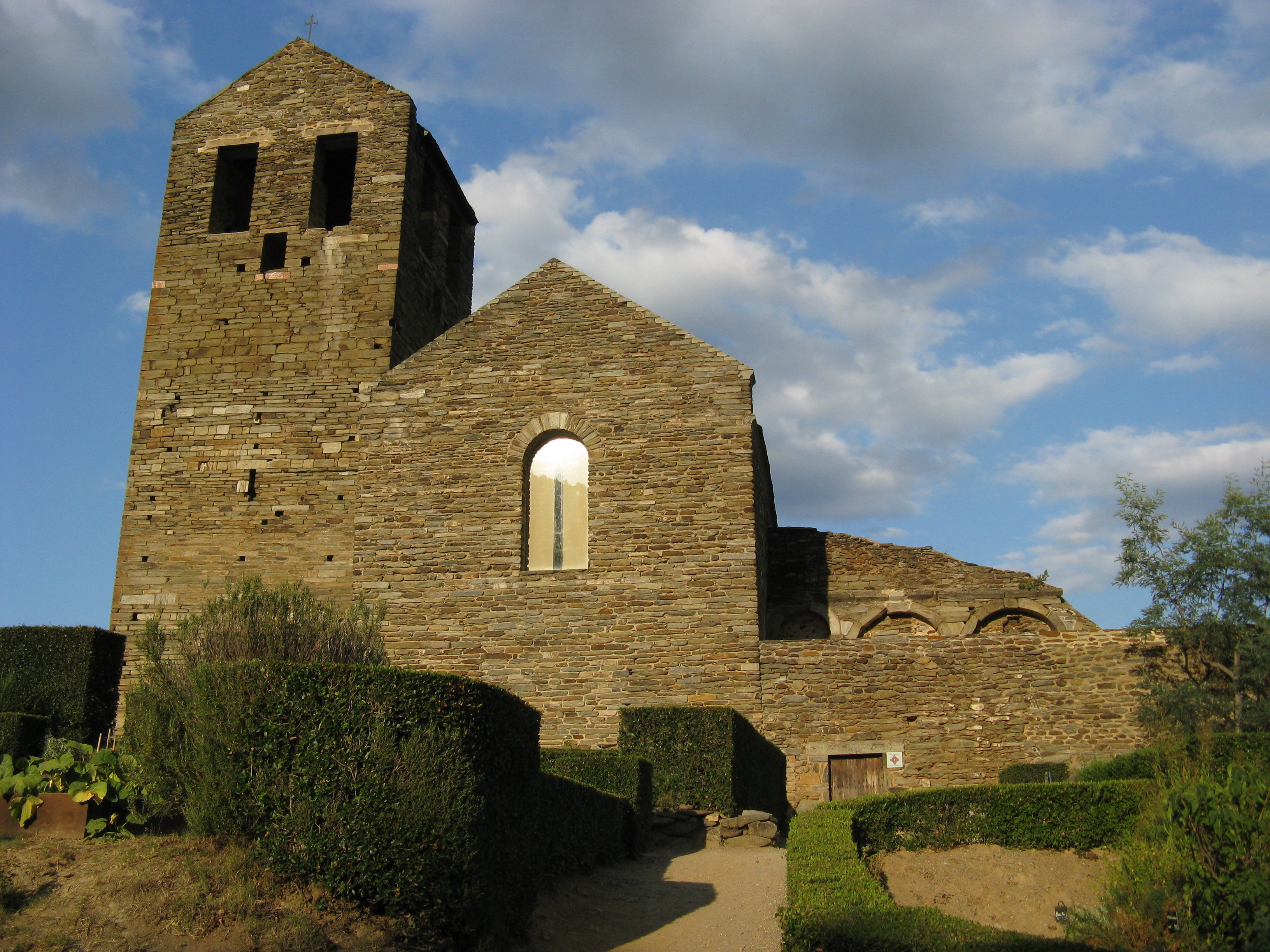
Le prieuré de Serrabona, au nord-est du massif, près d'Ille-sur-Têt.

## Activités

### Randonnée

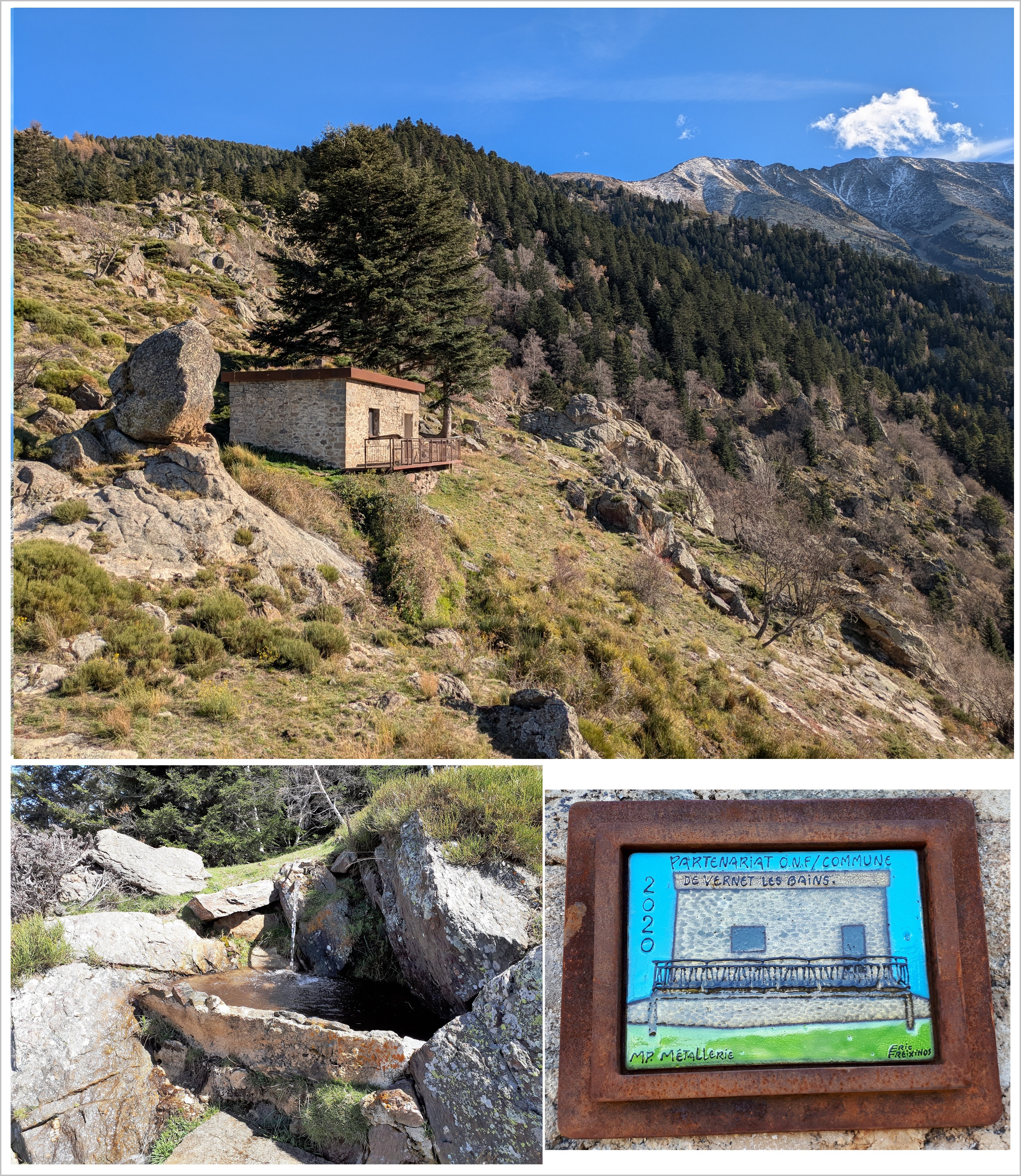
Refuge de Bonne Aigue, sur le GR 10, commune de Vernet-les-Bains.

Adhérente au « réseau des Grands Sites de France » depuis 1999, la montagne sacrée des « Catalans français » obtient le label en avril 2012 sous son nom catalan de Canigó. Elle fait partie du parc naturel régional des Pyrénées catalanes. Trois sentiers pédestres grimpent à son sommet, le pic du Canigou (2 784 mètres) : à partir des Cortalets par le pic Joffre en deux heures et sans difficulté ; par la crête de Barbé et un escalier vertigineux, via la cheminée du Canigou (2 h 20) ; et par la cheminée du flanc sud en emprutant le GR 10 (4 heures).
Le massif du Canigou est un haut lieu du pyrénéisme et est parcouru par un réseau de sentiers de grande randonnée, de parcours pour la randonnée équestre, et en VTT, et on y trouve un ensemble de chalets et de refuges de montagne pour la randonnée pédestre en montagne.
Deux sentiers de grande randonnée traversent le massif du Canigou :
- le GR 10 qui traverse la chaîne des Pyrénées entre l'océan Atlantique et la mer Méditerranée par le versant Nord des Pyrénées, et traverse le massif entre Mantet et Amélie-les-Bains-Palalda ;
- le GR 36 qui relie la Manche à la Méditerranée et traverse le massif entre Baillestavy et Mantet.

Le chemin du piémont pyrénéen (ou el cami del péu de la coste) est un itinéraire secondaire du pèlerinage de Saint-Jacques-de-Compostelle et traverse le massif depuis le prieuré de Serrabone, jusqu'à l'abbaye Saint-Michel de Cuxa, Taurinya et Casteil pour atteindre l'abbaye Saint-Martin du Canigou. De cette abbaye, il redescend jusqu'au prieuré de Sainte-Marie à Corneilla-de-Conflent, et continue ensuite jusqu'à Villefranche-de-Conflent dans la vallée de la Têt.

### Protection environnementale
Le massif est en grande partie une réserve protégée du réseau Natura 2000 avec trois réserves naturelles : celles de Py, Mantet et Prats-de-Mollo-la-Preste.

Diverses vues du massif du Canigou depuis les environs
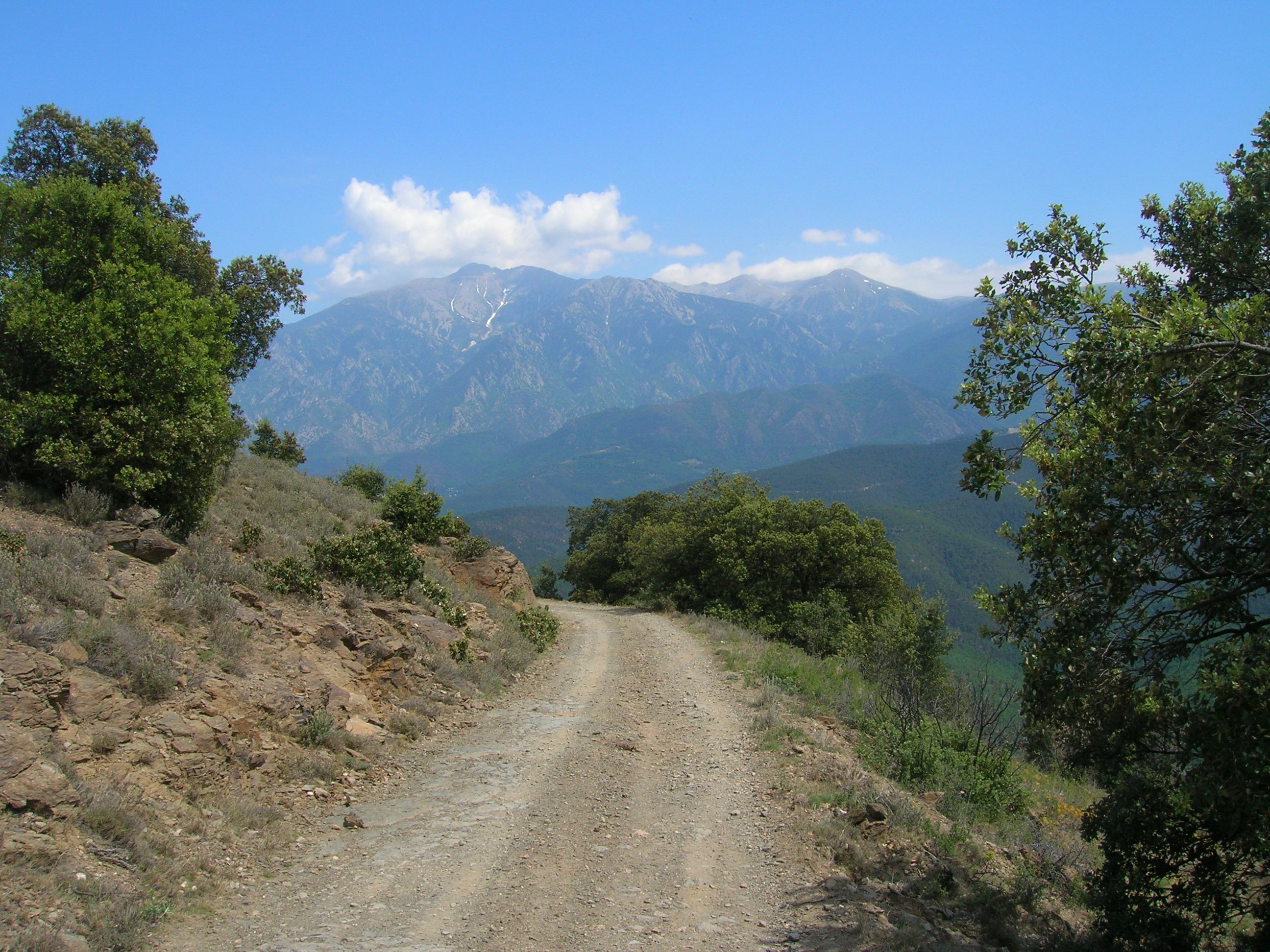
Depuis Jujols.
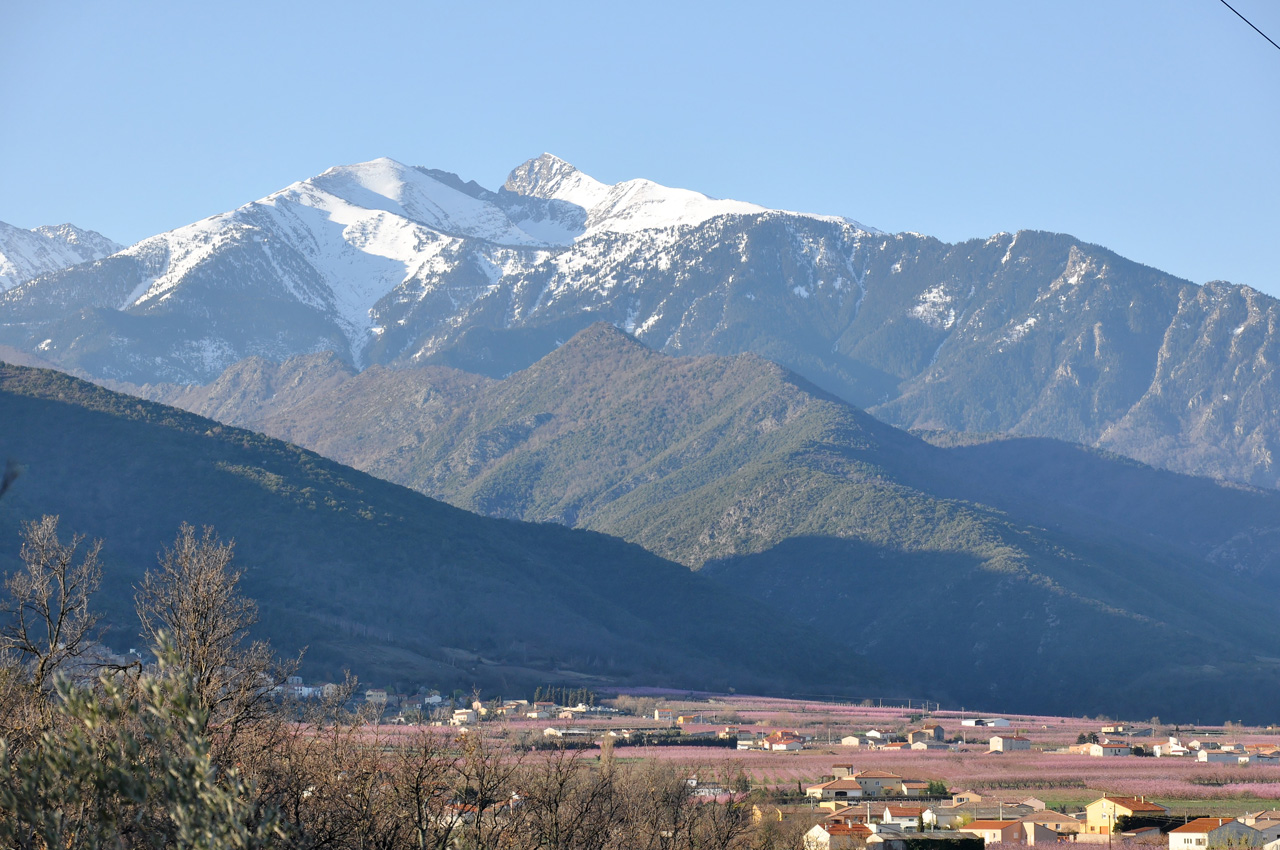
Depuis les environs de Vinça.
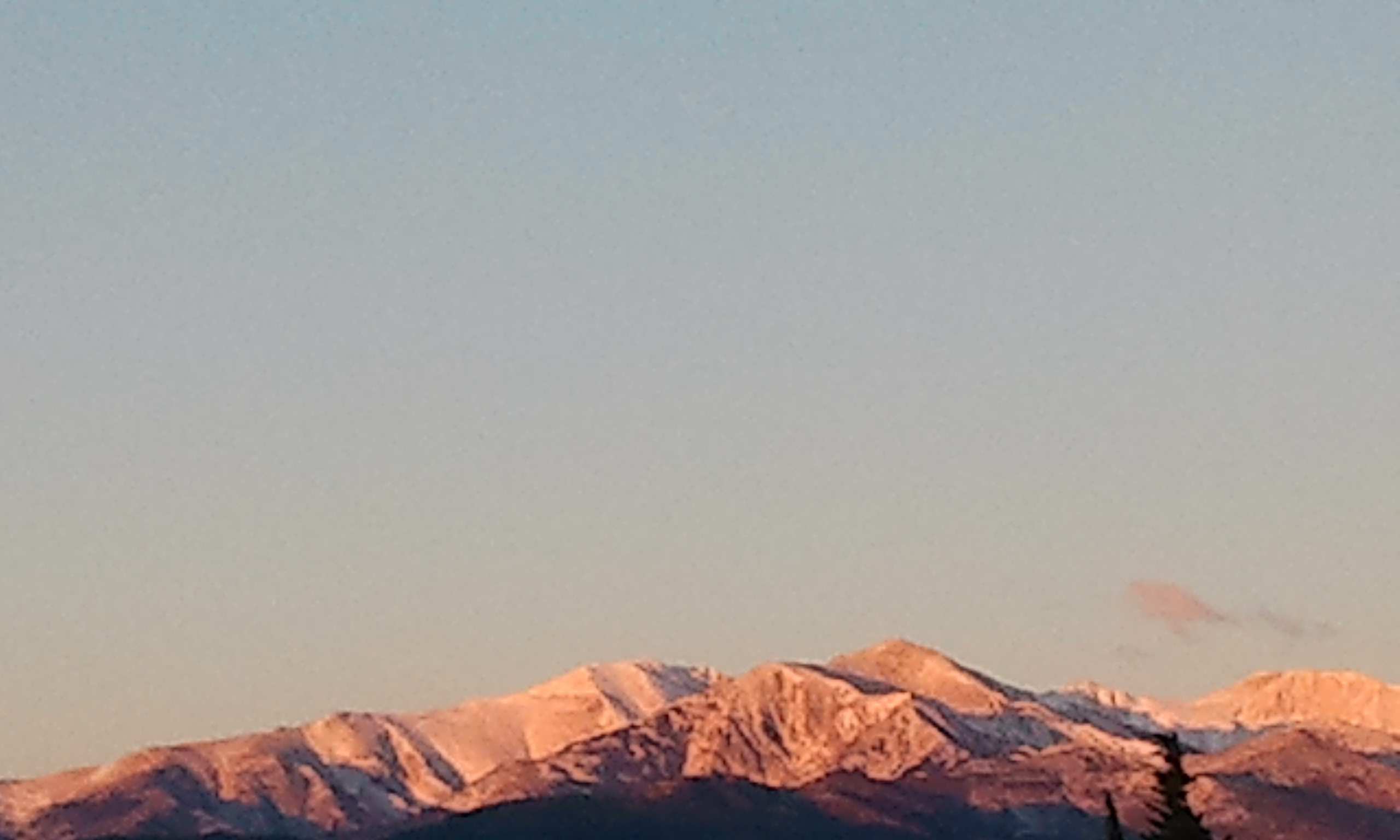
Depuis Céret.
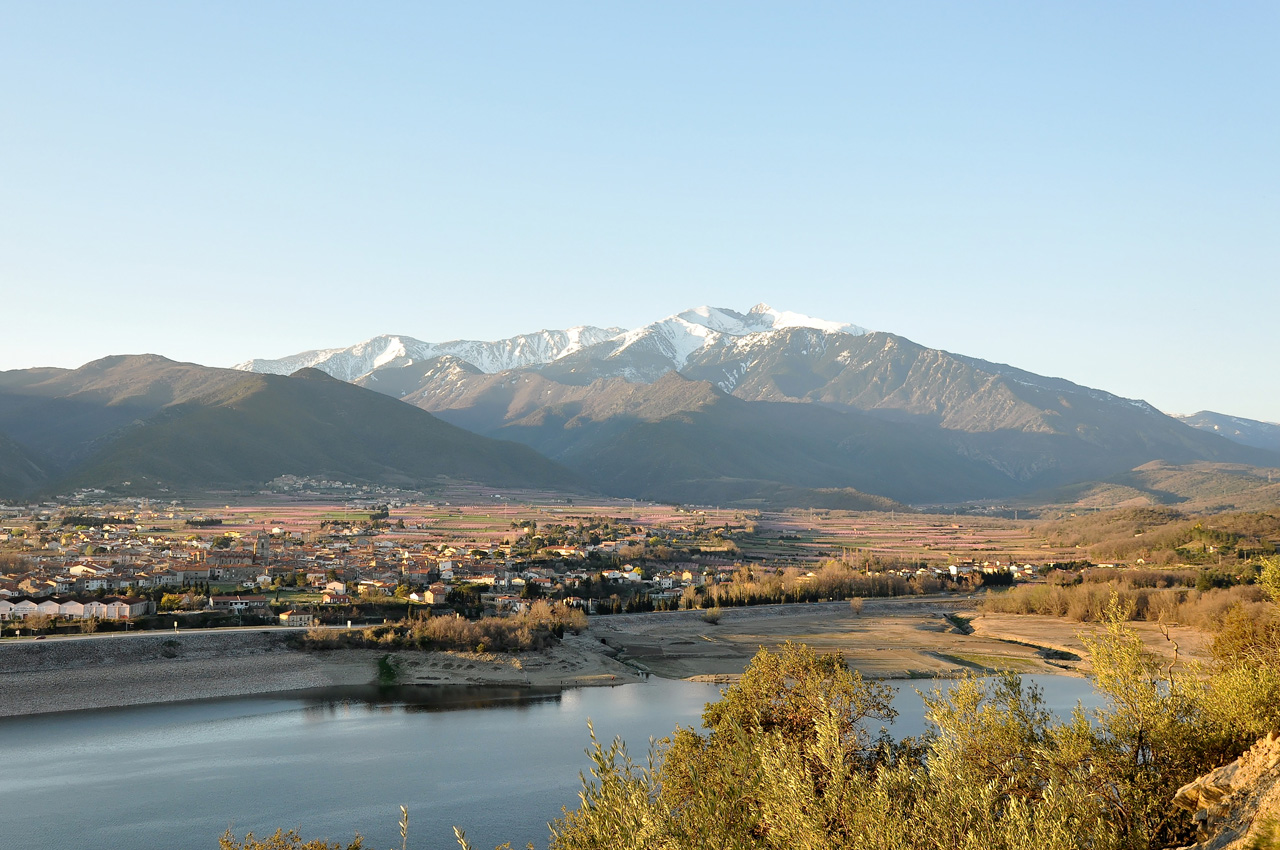
Depuis la retenue d'eau de Vinça.
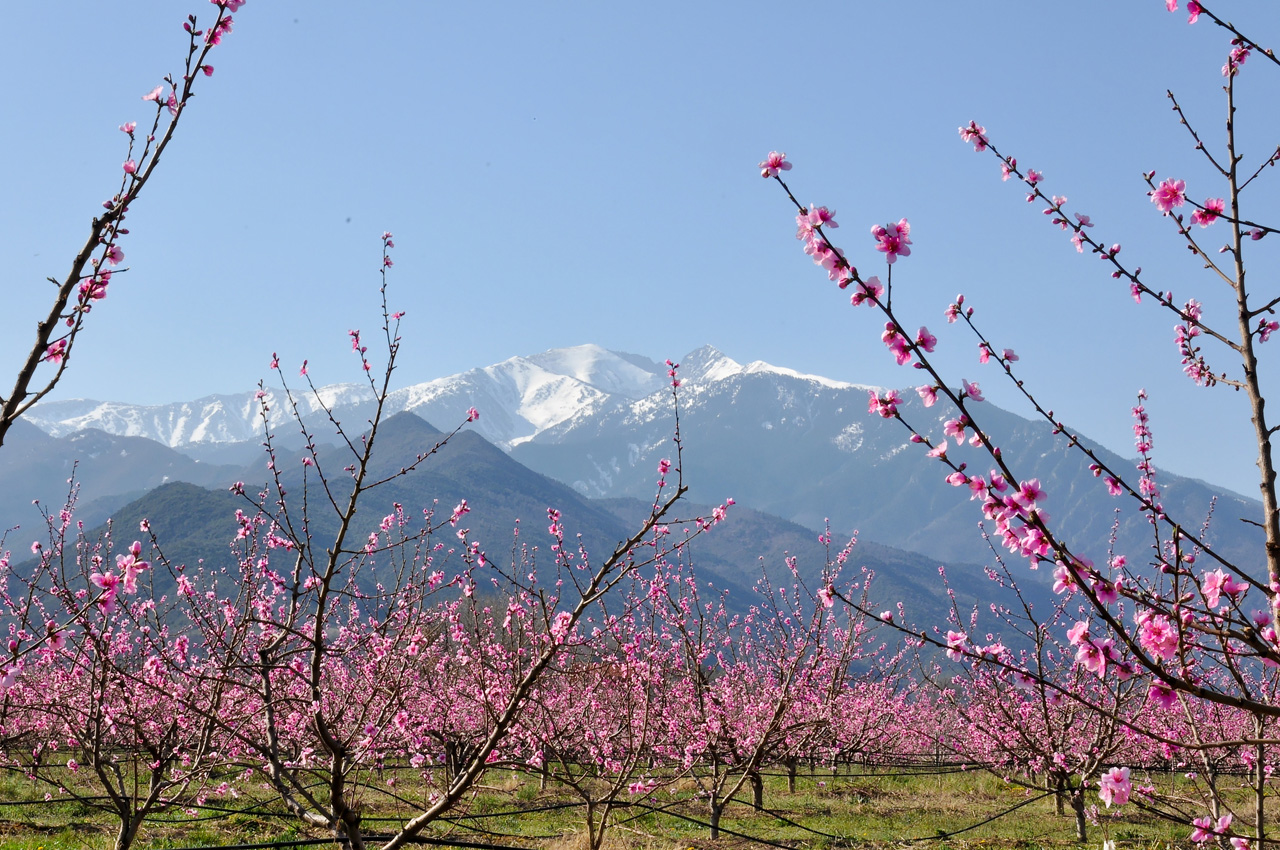
Depuis la plaine et ses pêchers en fleurs.
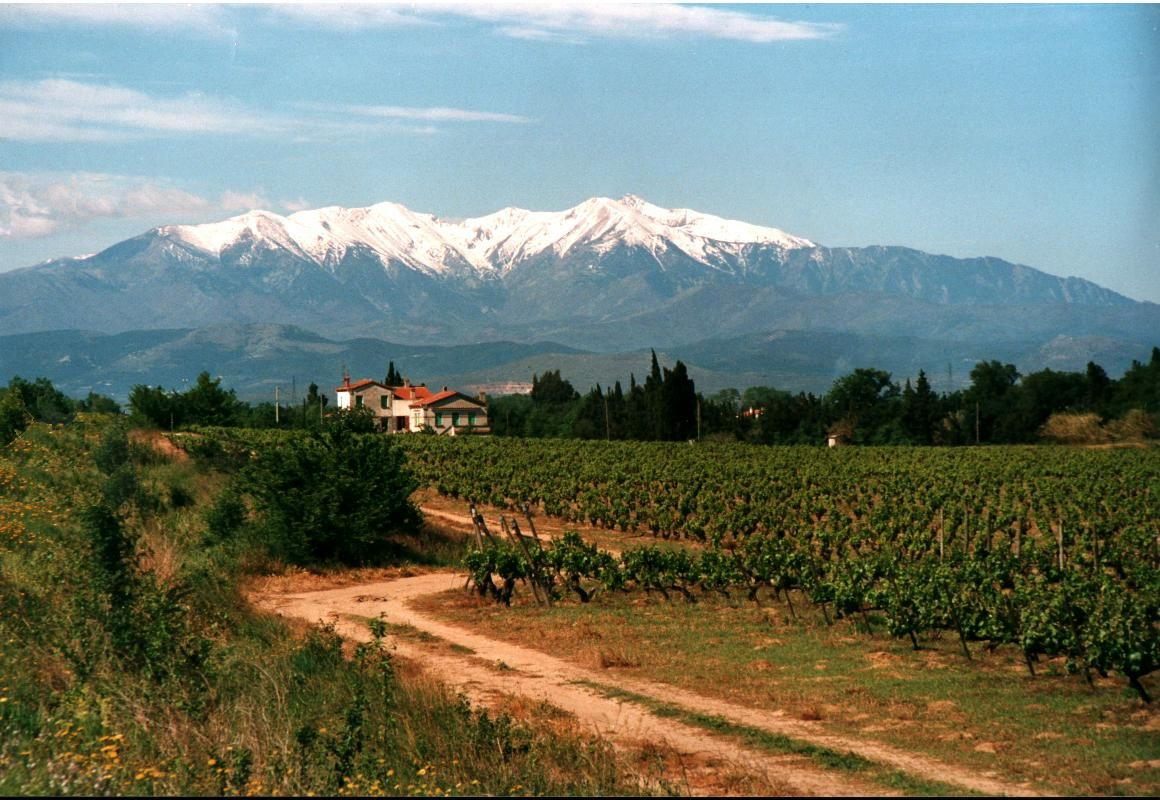
Depuis Perpignan.
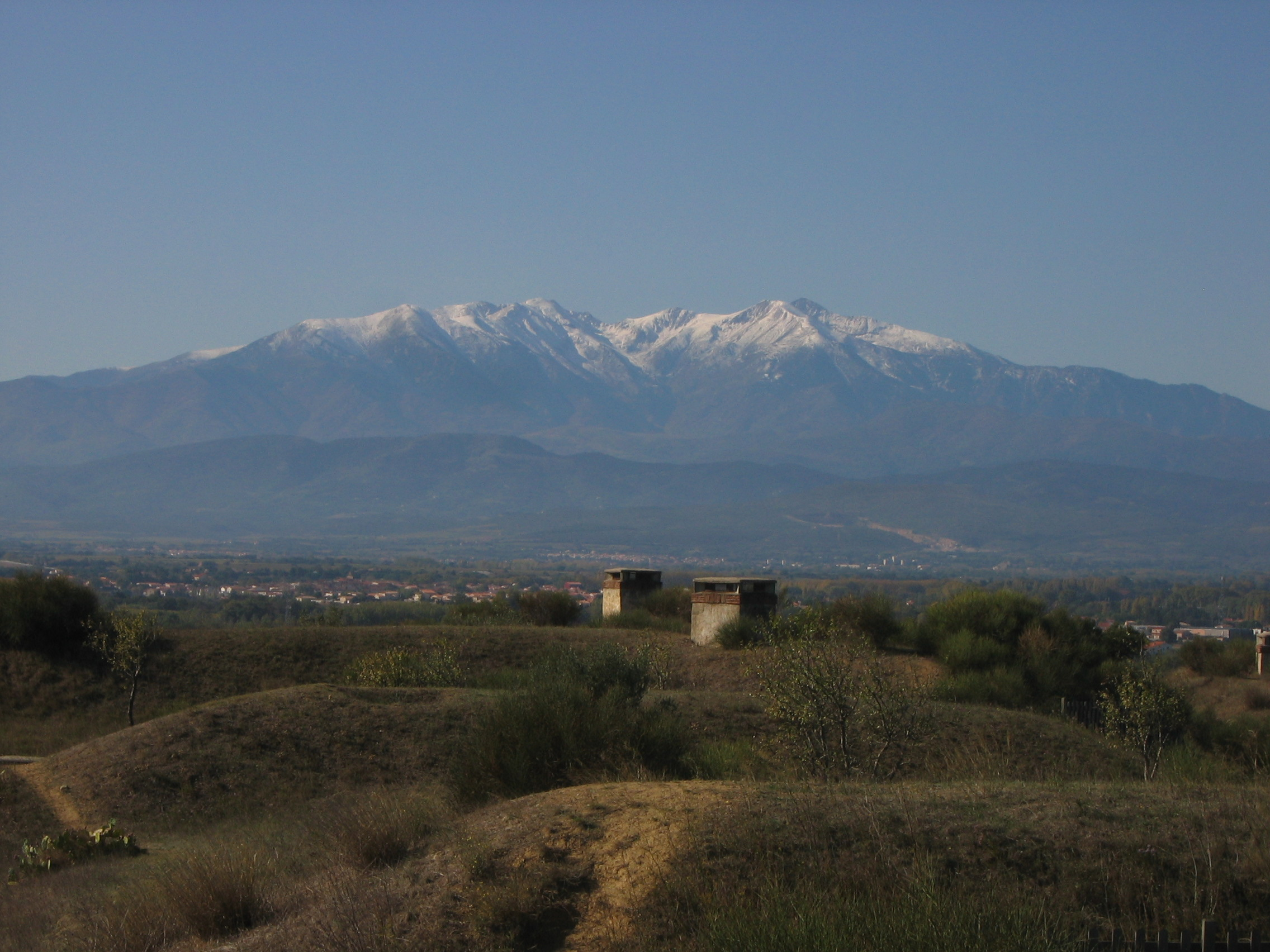
Massif du Canigou, depuis le serrat d'en Vaquer à Perpignan.
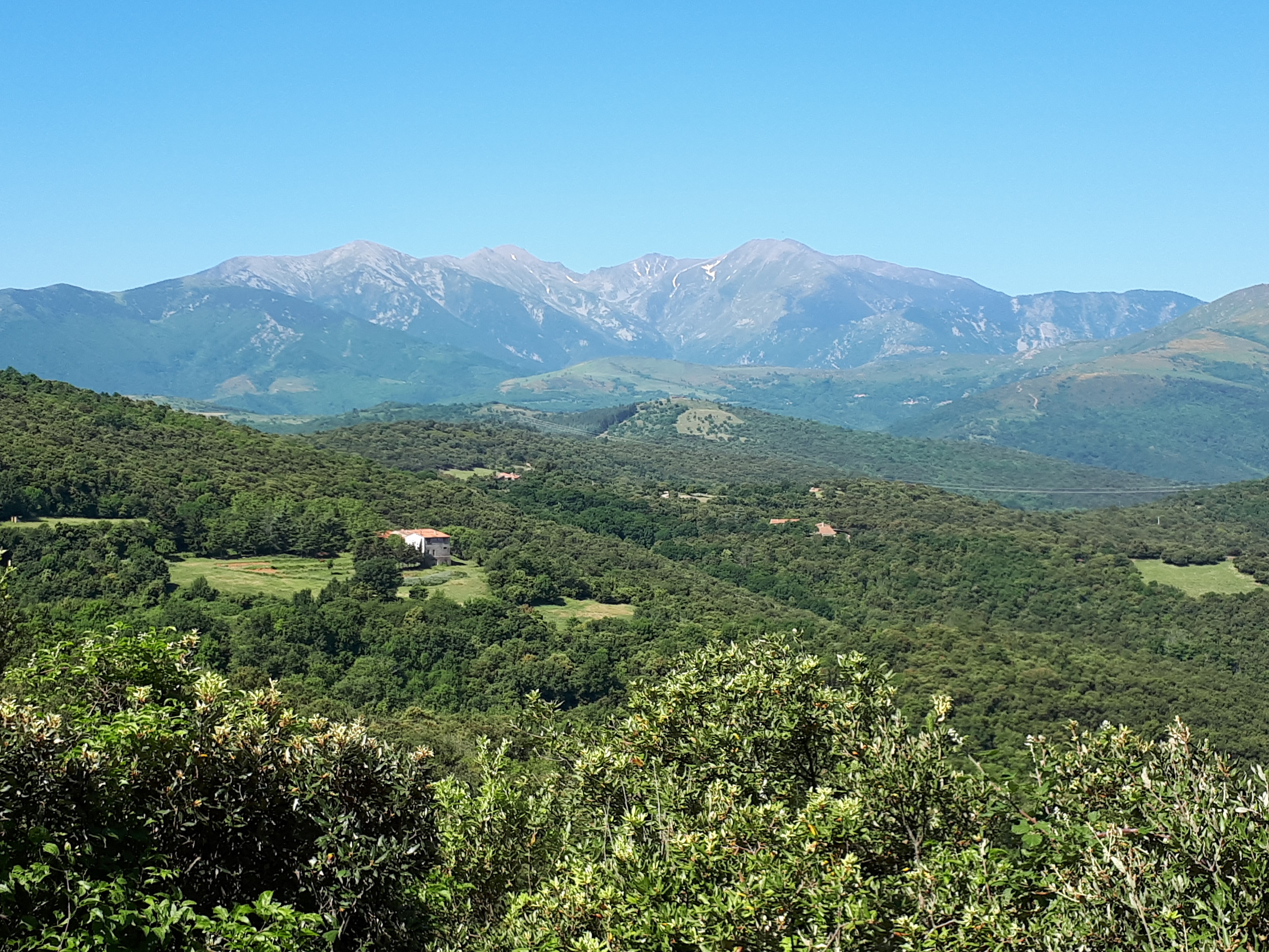
Depuis les Aspres (du mont Helena).
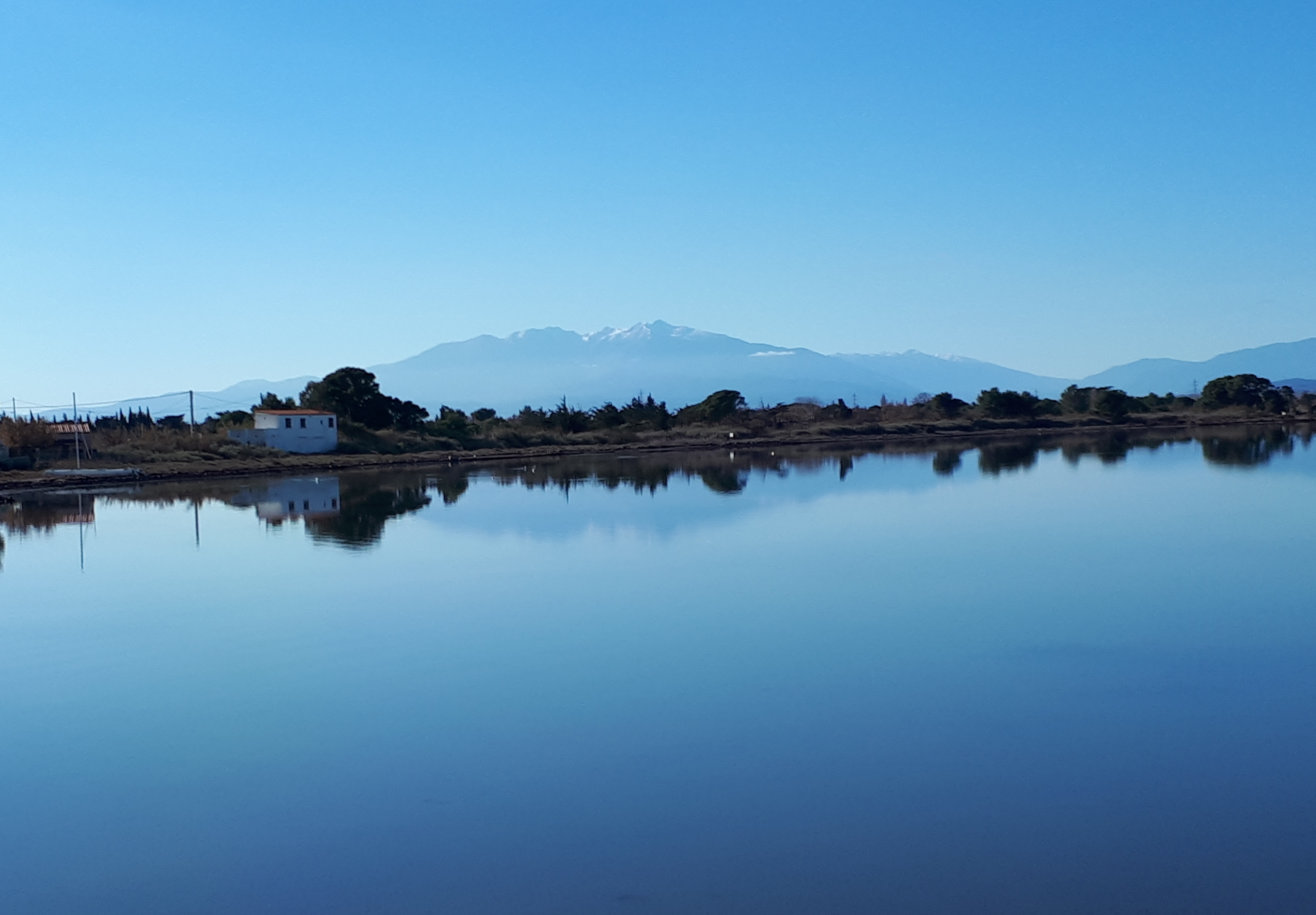
Depuis l'étang de Salses-Leucate, Saint-Laurent-de-la-Salanque.

## Dans la culture
- Boisson

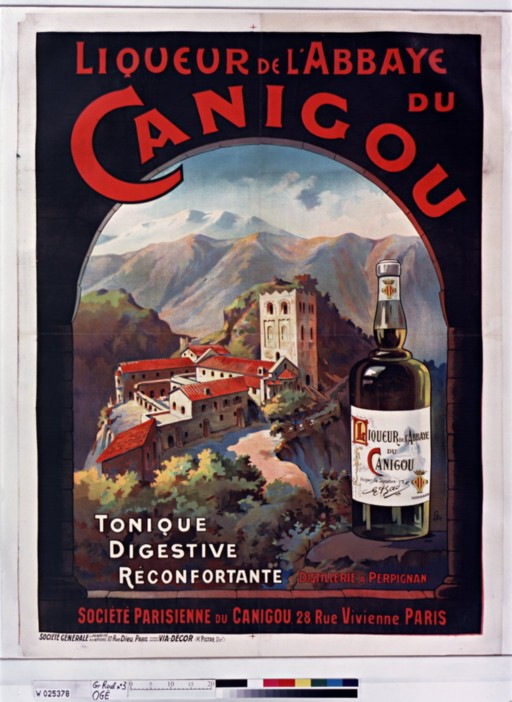
Publicité de 1911, où l'on voit l'abbaye Saint-Martin du Canigou.

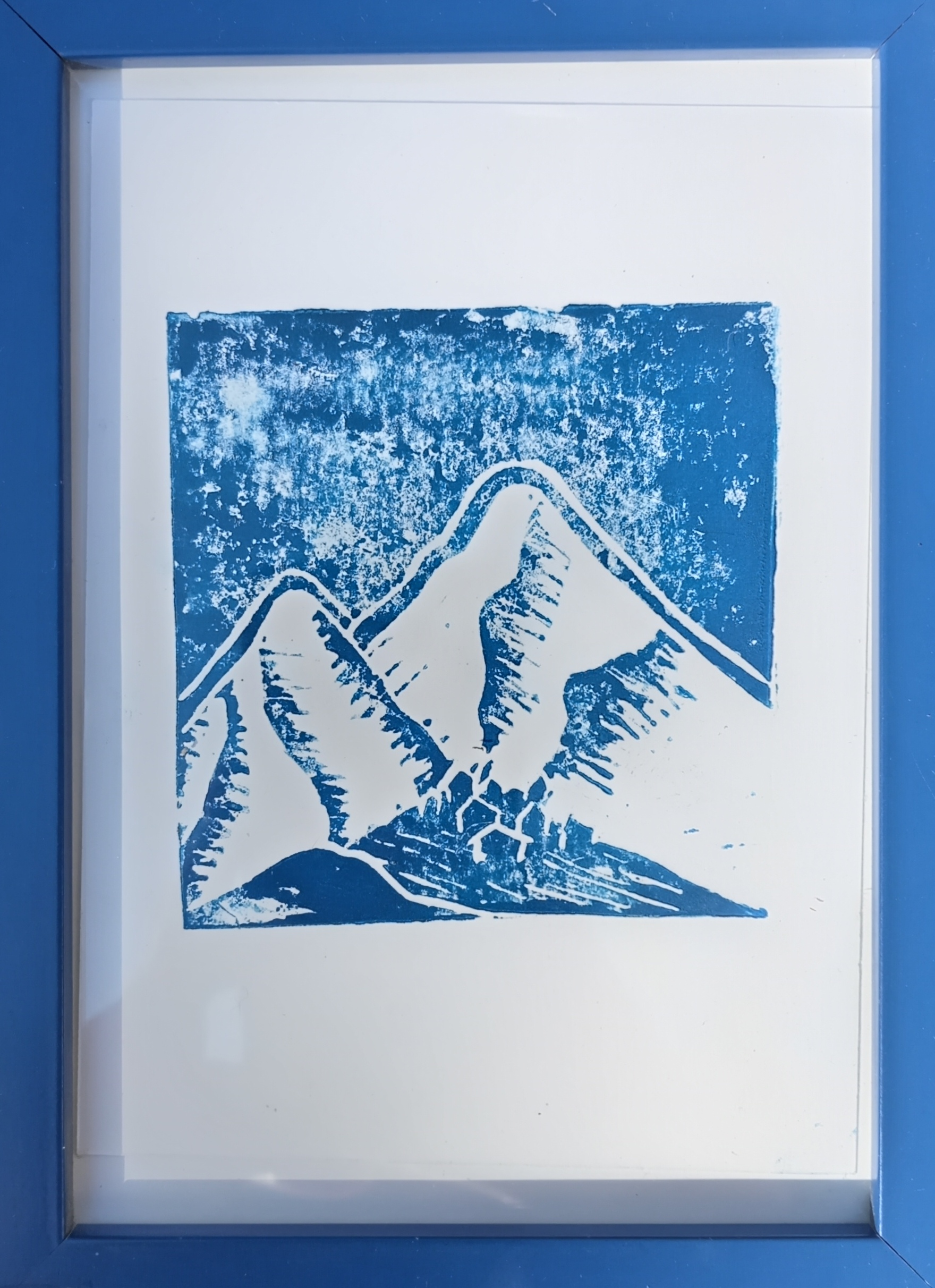
Une gravure du Canigou par l'artiste Shaschou.

  - La Liqueur de l'abbaye du Canigou ou Liqueur du Canigou, marque du début du XXe siècle.
- Chanson
  - Muntanyes del Canigó, chanson populaire.
- Poésie
  - Canigó (1886), poème épique de Jacint Verdaguer.
- Récits de voyages
  - Adolphe Thiers est subjugué par sa vision du massif du Canigou en 1822, ainsi qu'il le décrit dans Les Pyrénées et le Midi de la France pendant les mois de novembre et décembre 1822 (1823)[20].
  - La vicomtesse de Satgé décrit le massif du Canigou comme un monarque absolu dans Esquisses sur les Pyrénées (1842)[21].
- Romans et nouvelles
  - L'écrivain Rudyard Kipling, qui séjourna plusieurs fois à Vernet-les-Bains entre 1910 et 1926, se déclara lui-même « au nombre des loyaux sujets du Canigou » et en fit l'objet d'une nouvelle, Pourquoi la neige tombe à Vernet[22].
  - Antoine Parra, Canigó d'amour et de sang : roman policier, Cap Béar éditions, coll. « Polar », 2009, 198 p. (ISBN 978-2-35066-070-7).
  - Guy Raynaud, Coup de canif au Canigou, Books on demand, 2016, 288 p. (ISBN 978-2-322-07881-3).
  - Prosper Mérimée évoque la région au début de sa nouvelle fantastique La Vénus d'Ille.